# Liste des sites Natura 2000 de l'Orne
Cet article recense les sites Natura 2000 de l'Orne, en France.

## Statistiques
L'Orne compte 21 sites classés Natura 2000. 20 bénéficient d'un classement comme zone spéciale de conservation (ZSC), 1 comme zone de protection spéciale (ZPS).

## Liste
| Site                                                          | Type | Superficie (ha) | Fiche     | Coordonnées                        | Photo |
| ------------------------------------------------------------- | ---- | --------------- | --------- | ---------------------------------- | ----- |
| Alpes mancelles                                               |      | 59,5            | FR5200646 | 48° 21′ 47″ nord, 0° 04′ 34″ ouest |       |
| Ancienne champignonnière des Petites Hayes                    | ZSC  | +00013,         | FR2502008 | 48° 32′ 25″ nord, 0° 23′ 31″ est   |       |
| Anciennes carrières souterraines d'Habloville                 | ZSC  | 0,44            | FR2502010 | 48° 46′ 29″ nord, 0° 10′ 07″ ouest |       |
| Bassin de l'Andainette                                        | ZSC  | +01 024,        | FR2500119 | 48° 35′ 50″ nord, 0° 30′ 35″ ouest |       |
| Bocages et vergers du sud pays d'Auge                         | ZSC  | +21 511,        | FR2502014 | 48° 44′ 02″ nord, 0° 17′ 49″ est   |       |
| Bois et coteaux calcaires sous Bellème                        | ZSC  | +00105,         | FR2500109 | 48° 20′ 20″ nord, 0° 32′ 18″ est   |       |
| Bois et coteaux à l'ouest de Mortagne-au-Perche               | ZSC  | +00036,         | FR2500108 | 48° 32′ 38″ nord, 0° 30′ 33″ est   |       |
| Carrière de Loisail                                           | ZSC  | +0 0000,06      | FR2502002 | 48° 30′ 48″ nord, 0° 35′ 30″ est   |       |
| Carrière de la Mansonnière                                    | ZSC  | +0 0000,17      | FR2502003 | 48° 25′ 03″ nord, 0° 45′ 38″ est   |       |
| Combles de la chapelle de l'Oratoire de Passais               | ZSC  | +0 0000,04      | FR2502011 | 48° 31′ 08″ nord, 0° 45′ 58″ ouest |       |
| Forêts, étangs et tourbières du Haut-Perche                   | ZSC  | +03 675,        | FR2500106 | 48° 33′ 08″ nord, 0° 49′ 07″ est   |       |
| Haute vallée de l'Orne et affluents                           | ZSC  | +20 593,        | FR2500099 | 48° 40′ 35″ nord, 0° 08′ 12″ est   |       |
| Haute vallée de la Sarthe                                     | ZSC  | +03 503,        | FR2500107 | 48° 28′ 26″ nord, 0° 19′ 12″ est   |       |
| Haute vallée de la Touques et affluents                       | ZSC  | +01 400,        | FR2500103 | 48° 56′ 19″ nord, 0° 17′ 49″ est   |       |
| Landes du Tertre-Bizet et fosse Arthour                       | ZSC  | +00222,         | FR2500076 | 48° 39′ 13″ nord, 0° 44′ 25″ ouest |       |
| Marais du Grand Hazé                                          | ZSC  | +00167,         | FR2500092 | 48° 41′ 55″ nord, 0° 23′ 19″ ouest |       |
| Risle, Guiel, Charentonne                                     | ZSC  | +04 747,        | FR2300150 | 49° 05′ 07″ nord, 0° 36′ 00″ est   |       |
| Sites d'Écouves                                               | ZSC  | +01 630,        | FR2500100 | 48° 36′ 17″ nord, 0° 03′ 37″ ouest |       |
| Vallée de l'Orne et ses affluents                             | ZSC  | +02 115,        | FR2500091 | 48° 54′ 35″ nord, 0° 27′ 28″ ouest |       |
| Vallée du Sarthon et affluents                                | ZSC  | +05 255,        | FR2502015 | 48° 28′ 17″ nord, 0° 06′ 42″ ouest |       |
| Forêts et étangs du Perche (Orne : 55 %, Eure-et-Loir : 45 %) | ZPS  | +26 224,        | FR2512004 | 48° 34′ 29″ nord, 0° 49′ 19″ est   |       |

### Sous-sites

#### Sites d'Écouves
La zone Natura 2000 est composée de 5 secteurs : 
- La Cance et ses affluents, sur 1 310 ha ;
- Bruyères de la Coudraie, 79 ha ;
- Landes de Montmerrei, 186 ha ;
- Étang de Vrigny, 51 ha à l'intérieur du Domaine de Sassy ;
- Tourbière des petits Riaux, 2,9 ha, propriété départementale depuis 1994.

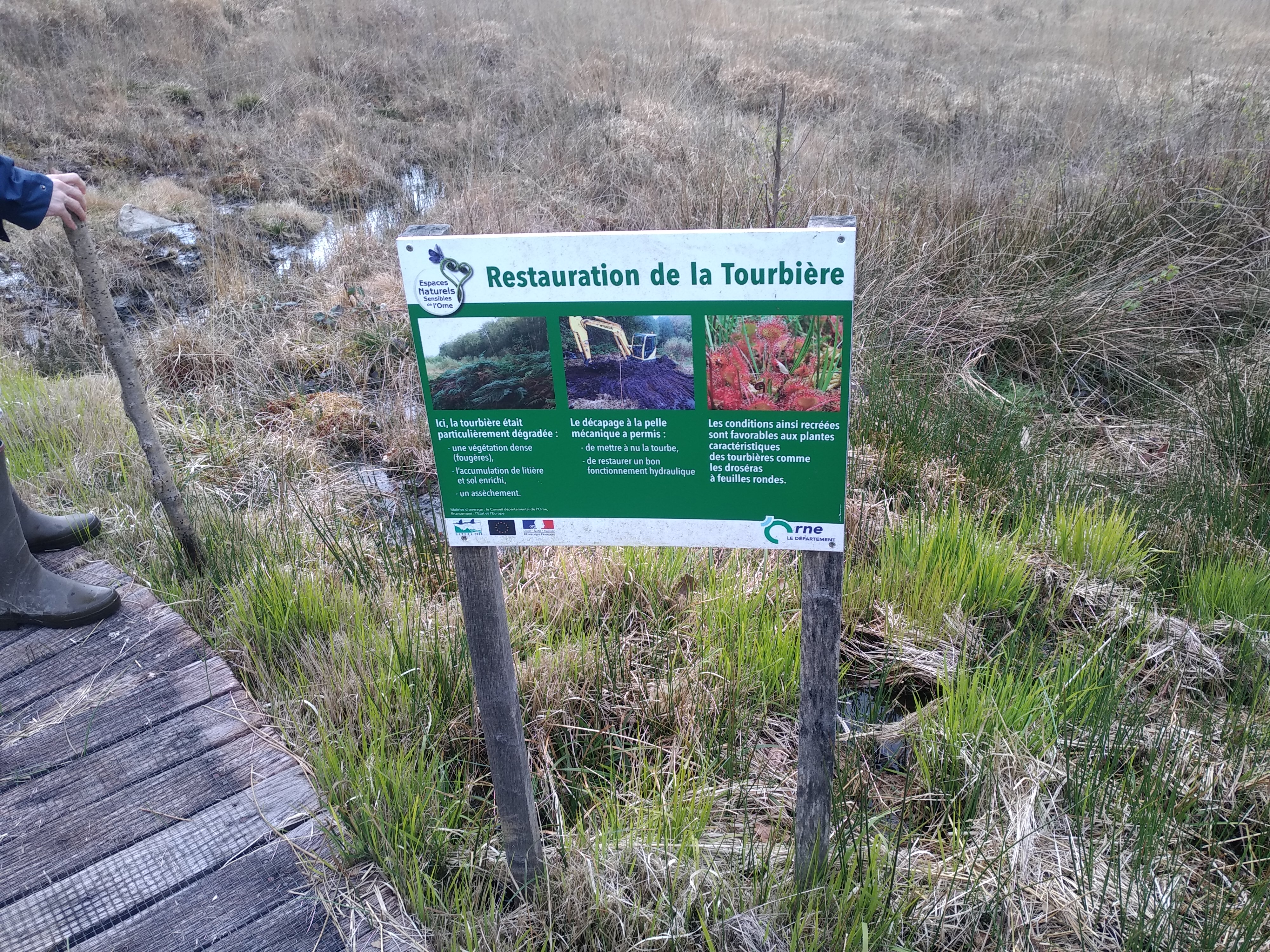
Tourbière des Petits Riaux, à La Lande-de-Goult
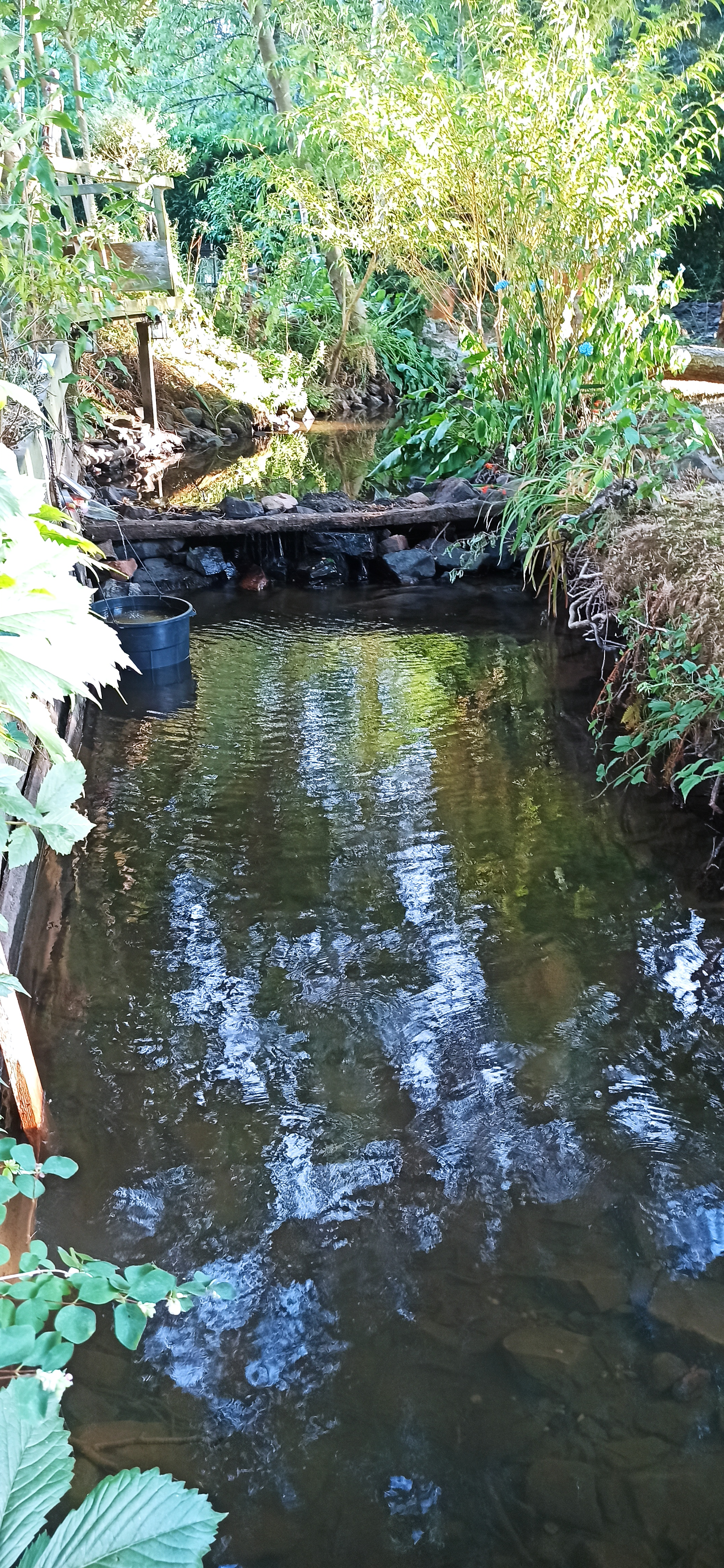
La Cance à la Perdrière, dans son parcours entre la Lande-de-Goult et Boucé